# أيقرتشمن السفلي (مهر أنرود)
أیقرتشمن السفلی (بالفارسية: آیقرچمن سفلی) هي قرية تقع في إيران في قسم مهرانرود الجنوبي الريفي. يقدر عدد سكانها بـ 39 نسمة بحسب إحصاء 2016.